# Vetterli M1870
O M1870 Vetterli foi o fuzil de serviço italiano de 1870 a 1891. Em 1887, ele foi modificado para a variante italiana de repetição Vetterli-Vitali M1870/87. O fuzil Vetterli usava o cartucho de fogo central 10,4mm Vetterli, inicialmente carregado com pólvora negra e depois com pólvora sem fumaça. Alguns fuzis Vetterli foram posteriormente convertidos em 6,5×52mm Carcano durante a Primeira Guerra Mundial. Apesar de ter sido suplantado pelo fuzil Carcano, ele continuou a ser usado no serviço italiano e no exterior.

## Desenvolvimento
Após o Risorgimento, os fuzis de serviço do exército italiano eram fuzis de antecarga convertidos em fuzis de agulha por meio de um método desenvolvido por Salvatore Carcano. De 1869 a 1870, quatro regimentos de infantaria e cinco batalhões Bersaglieri testaram vários projetos de ação por ferrolho que usavam cartuchos metálicos. Entre eles estava o suíço Vetterli M1868, que o governo italiano acabou selecionando. No entanto, foi tomada a decisão de tornar os fuzis de tiro único em vez de manter o carregador tubular do projeto original. Alguns exemplos experimentais foram criados pela SIG antes do início da produção na Itália.:21–24

## M1870
Os arsenais estatais italianos começaram a produzir o Vetterli a partir de 1871. Fuzis com diferenças variadas foram produzidos até que o projeto foi padronizado em 1874. Cinco versões do Vetterli de tiro único foram produzidas. Os primeiros foram o fuzil de infantaria e a carabina de cavalaria. Um mosquetão para tropas especiais foi introduzido em algum momento antes de 1875. Na década de 1880, variantes da carabina foram feitas especialmente para os Carabinieri e Corazzieri. Em 1881, a alça de mira foi substituída pela mira de Vecchi.:24–36

## M1870/87
De 1887 a 1896, o exército italiano converteu o M1870 em um fuzil de repetição de quatro tiros, baseado no sistema projetado pelo capitão da artilharia italiana, G. Vitali. Esta conversão adicionou um carregador de cofre alimentado por um clipe de aço e madeira contendo quatro cartuchos, do mesmo calibre (10,4x47R mm) de antes. O clipe é pressionado no carregador, até que o último cartucho fique preso sob o retentor do cartucho, e então o clipe é retirado usando a "corda de puxar" na moldura de madeira superior do clipe. Os clipes dos cartuchos eram fornecidos em uma caixa de chapa de aço soldada, contendo seis clipes. Em 1890, a alça de mira foi novamente modificada para dar conta da versão sem fumaça da munição de 10,4 mm.:59
A conversão para o carregador de Vitali foi feita no fuzil, no TS (mosquetão de tropas especiais) e possivelmente em algumas das carabinas dos Carabinieri; Nenhuma conversão de Vitali foi feita para o Moschetto da Cavalleria para as tropas metropolitanas italianas. Em 1888, o Fondo Coloniale (Eritreia) solicitou 500 carabinas de cavalaria Vetterli convertidas por Vitali para a cavalaria nativa da Eritreia ("spahi" - suaíli para "soldado a cavalo"). Existem atualmente cinco exemplos conhecidos (um na Austrália, dois nos EUA, dois na Itália). Os colecionadores referem-se a ela como a carabina cav M1870/88 V.V.Eritrean. As unidades de cavalaria do Regio Esercito (Exército Real) mantiveram o Moschetto da cavalleria M1870 de tiro único até ser substituído pelo Moschetto da cavalleria M1891 em 1893.
A conversão é indicada por uma cartela "Artig. Fab. D'armi Terni 1888" (as datas variam), na coronha. O centro da cartela exibe um brasão de Sabóia e a palavra Riparazione (italiano para reparo) está diretamente abaixo da cartela. A escassez de armas leves surgiu desde o início da entrada da Itália na Primeira Guerra Mundial ao lado dos Aliados.
Durante a crise do governo interno, Frederick H. Crawford organizou a operação de tráfico de armas em Larne. A Força Voluntária do Ulster adquiriram milhares de fuzis M1870/87 de traficantes de armas alemães. Os Voluntários Irlandeses também adquiriram fuzis Vetterli de fontes alemãs semelhantes, embora em números muito menores. Na década de 1920, muitos desses Vetterli foram trazidos para a Grã-Bretanha. Mais tarde, eles forneceram o Corpo de Treinamento de Oficiais para liberar fuzis Lee-Enfield durante a Segunda Guerra Mundial, principalmente no OTC da Escola de Shrewsbury.:121–127
À medida que mais população se mobilizava para a primeira guerra total da história europeia, o fornecimento de armas leves modernas ficou aquém antes do final de 1915 e um grande número de obsoletos Modello 1870/87 Vetterli-Vital foram emitidos para regimentos recém-formados que não se esperava que estivessem em combate, no entanto, as tropas carregaram esses fuzis antiquados para a batalha em várias ocasiões.
Além disso, em 1916, a Itália enviou um grande número de fuzis Vetterli-Vitali para a Rússia; munições e componentes foram contratados pela Grã-Bretanha ao Remington Armory. Esses fuzis "czaristas" acabaram nas mãos dos republicanos na Guerra Civil Espanhola, quando a União Soviética esvaziou seus depósitos de toda a velha pólvora negra e dos primeiros fuzis sem fumaça que havia herdado após a Revolução Bolchevique de 1917.

## M1870/87/15
Durante a Primeira Guerra Mundial, muitos fuzis M1870/87 foram convertidos para compartilhar o mesmo cartucho de 6,5 mm do fuzil de serviço primário, o M1891 Carcano, adicionando um revestimento de cano de 6,5 mm e um carregador do M91 Carcano modificado. Essa manga de cano foi chamada de "método Salerno"; A face do ferrolho também foi usinada para aceitar a cabeça do cartucho de menor diâmetro de 6,5 mm e o percussor foi encurtado. Essas conversões foram usadas para tropas do escalão de retaguarda (guardas, treinamento, etc.) e raramente, ou nunca, foram disparadas com munição militar padrão de 6,5 mm. Após a Primeira Guerra Mundial, muitos desses fuzis foram atribuídos às colônias da Itália. Esses fuzis foram usados novamente na Segunda Guerra Ítalo-Etíope, principalmente por soldados africanos nativos. Esta versão também seria utilizada pela facção nacionalista durante a Guerra Civil Espanhola. Durante a Segunda Guerra Mundial, eles foram usados apenas por paramilitares fascistas camisas-negras.

## Operadores
- Albânia: Fornecido pela Itália junto com fuzis Carcano durante o período entreguerras.[1]:134
- República da China (1912–1949): Pelo menos 143.000 adquiridos entre 1919 e 1924 durante a Era dos Senhores da Guerra. Predominantemente de Cao Kun e Wu Peifu.[1]:134
- Império Etíope: Em 1884, 5.000 foram enviados para Menelique II. Após a derrota italiana na Batalha de Aduá, pelo menos 9.000 extras foram capturados. Mais tarde, estes foram usados por forças irregulares na década de 1930, resistindo à segunda invasão italiana.[1]:119–121
- Reino da Itália: Fuzil de serviço até a adoção do Carcano.
- Itália: Ainda usado pelos chefes de estação em áreas rurais na década de 1950.[1]:137
- Paraguai: Adquiriu fuzis M1870/87/15 excedentes durante a Guerra do Chaco[5]
- Império Russo: A partir de 1915, aproximadamente 400.000 fuzis M1870/87 foram adquiridos com 31 milhões de cartuchos de 10,35 mm.[1]:128–131
- República Espanhola: Fornecido pela URSS durante a Guerra Civil.
- Espanha Franquista: Fuzis M1870/87/15 usados fornecidos pela Itália fascista.
- Reino Unido: Alguns fuzis 1870/87 foram confiscados da Força de Defesa do Ulster e posteriormente entregues à Home Guard[6]

### Operadores não estatais
- Comitê Macedônio: Número desconhecido em uso em 1905. Ioannis Ramnalis foi fotografado com uma carabina M1870 na mão.[1]:135
- Makhnovtchina: 3.000 fuzis e 100.000 cartuchos de 10,35 mm fornecidos pelos bolcheviques em 1919.[1]:130
- Voluntários Irlandeses: Aproximadamente 1.000 adquiridos.
- Voluntários do Ulster: Adquiriu 25.000 junto com três milhões de cartuchos de 10,35 mm.

## Galeria

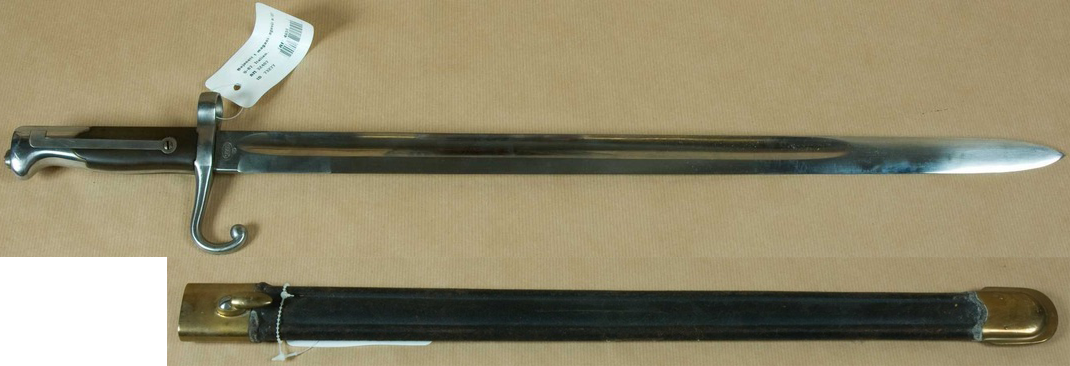
Baioneta e bainha
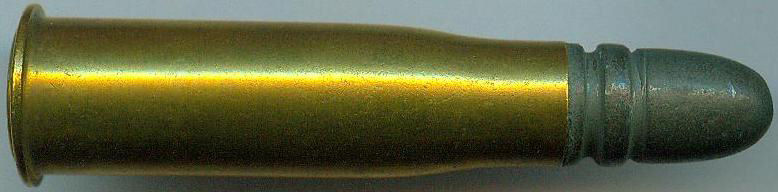
Cartucho M.70
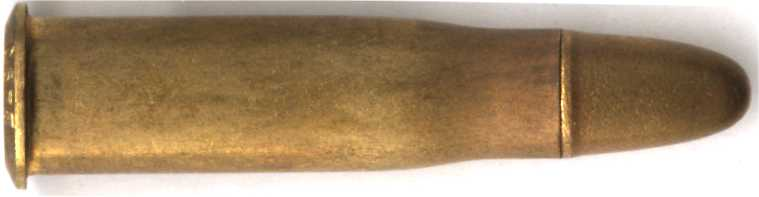
Cartucho M.90